# Morini Franco Motori
Morini Franco Motori va ser una empresa italiana fabricant de motors de combustió per a motocicleta que tingué activitat entre el 1956 i el 2010. Fundada a Bolonya per Franco Morini, nebot de l'amo de Moto Morini, uns anys després d'haver participat també en la fundació d'FBM (l'actual Motori Minarelli), l'empresa fabricava uns motors de gran prestigi, sovint coneguts simplement com a Franco Morini.
Entre els nombrosos fabricants de motocicletes que muntaren motors Franco Morini als seus models en un moment o altre de la seva història hi ha, per exemple, Aprilia, Beta, Bianchi, BSA, Fantic, Garelli, Husqvarna, Italjet, KTM, Macbor, Malaguti, Mecatecno, Monark i TM.

## Història
Un cop acabats els estudis, Franco Morini (1924-1984) va entrar d'aprenent de disseny a Ducati i, més tard, a la Moto Morini del seu oncle Alfonso. El 1951 va fundar a Bolonya, associat amb Vittorio Minarelli, F.B.M. (Fabbrica Bolognese Motocicli) i va començar a produir motocicletes. El 1952, F.B.M. va presentar a l'Exposició de Milà el velomotor Gabbiano de 125 cc, seguit més tard per la Vampir 200 cc, capaç de superar els 120 km/h. Tanmateix, tots dos socis es van adonar que els resultava més rendible construir motors solts i van crear el Pettirosso, un motor monocilíndric de 48 cc robust i segur que va ser un èxit comercial i va atorgar prestigi a l'empresa.
Franco Morini havia contribuït a l'èxit de F.B.M. com a dissenyador i líder empresarial. El 1956, l'associació amb Vittorio Minarelli es va dissoldre i va donar lloc al naixement de dues empreses: F.B. Minarelli (anomenada més tard Minarelli Motori) d'una banda i Morini Franco Motori de l'altra.
Morini Franco Motori s'establí inicialment a Bolonya (primer a Via Battindarno i després a Via Triumvirato) i, des del 1958, a la Via Porrettana de Casalecchio di Reno, a la ciutat metropolitana de Bolonya. L'empresa s'especialitzà en una producció variada de motors amb diferents cilindrades tant per a ús utilitari com esportiu. Un dels seus productes estrella va ser el motor de dos temps de 50 cc i 3 velocitats que arribava als 60 km/h. Nombrosos fabricants el van adoptar i van ajudar l'empresa a consolidar-se entre els líders del sector.
El 1999, per tal de fer front a la crisi del sector, l'empresa va adquirir la històrica Moto Morini i va començar a produir motocicletes de gran cilindrada sota aquesta marca. El 2010, havent fet fallida, es va posar en liquidació i l'any següent va ser venuda a la societat Eagle Bike.

## Morini Franco Automatic S5
El motor de 50 cc "Morini Franco Automatic S5" va ser emprat per molts fabricants de motocicletes des de la dècada del 1960 fins al 2001, entre ells Italjet/Indian, Malaguti, LEM, KTM, Husqvarna, DBM i Young Rider. A començaments de la dècada del 1990, aquest motor es va millorar per a incrementar-ne la potència (amb cilindres de vàlvules de 2 i 4 llengüetes, aletes de refrigeració més grosses i carburadors més grans). El nou model s'anomenà S5GS i el van adoptar fabricants com ara Husqvarna, KTM, LEM, Rivara i DBM.